# Der Etappenheld
Der Etappenheld (Originaltitel: The Secret War of Harry Frigg) ist ein US-amerikanischer-britischer komödiantischer Kriegsfilm des Regisseurs Jack Smight aus dem Jahr 1967. In Deutschland erschien der Film erstmals am 9. Februar 1968.

## Handlung
Im Zweiten Weltkrieg werden fünf Brigadegeneräle, drei Amerikaner, ein Brite und ein Franzose, in einem Badehaus in Tunesien von Italienern gefangen genommen. Sie werden in einer Luxusvilla in Italien interniert. Colonel Ferrucci ist der Kommandant der Wachtruppen. Schon bald wird den Alliierten klar, dass die fünf Gefangenen gar nicht daran denken, ihrem luxuriöses Gefängnis zu entfliehen. Zudem fällt es ihnen schwer, wegen ihres gleichen Ranges eine Befehlshierarchie zu erstellen. Der Militärsprecher Homer Prentiss beauftragt den Soldaten Harry Frigg damit, die Generäle zu einer schnellen Flucht zu verleiten. Damit Frigg Befehlsgewalt über die gefangenen Generäle hat, wird er prompt zum Generalmajor befördert.
Mit einem Fallschirm springt Frigg über Italien ab. Er lässt sich gefangen nehmen und wird ebenso in die Villa gebracht. Bald macht er den Generälen Vorwürfe über ihre Unfähigkeit einen Fluchtplan zu organisieren und in die Tat umzusetzen. Als Frigg die Eigentümerin der Villa, Contessa Francesca die Montefiore, kennenlernt, sinkt sein Interesse an der Flucht. Er beschäftigt die Generäle mit einem Trainingsprogramm.
Als die Nacht, in der die Flucht stattfinden soll, anbricht, kommen deutsche Offiziere in die Villa und machen die Kapitulation der Italiener bekannt. Die Gefangenen sollen in ein deutsches Lager gebracht werden. Weg vom Luxus und von der Contessa konzentriert sich Frigg wieder auf die Flucht. Die Flucht gelingt, als Belohnung bekommt er von den befreiten Generälen Empfehlungen, mit denen er einen Militärsender betreiben kann. Als Standort wählt er die Villa.

## Hintergrund
Henry Bumstead und Alexander Golitzen waren die Ausstatter des Films. Die Kostüme stammten von Edith Head. Der Bruder des Hauptdarstellers Paul Newman, Arthur, fungierte als Production-Manager.

## Kritiken
Bei den Kritikern war der Film nur teilweise ein Erfolg. Das Lexikon des internationalen Films beschreibt die Produktion als „[i]m Zweiten Weltkrieg spielende Militärgroteske, die, nachdem sie geistreich die Militäretikette verulkt hat, in Klamauk mit betonter Veralberung der Deutschen abgleitet.“ Auch die Zeitschrift Cinema hält den Film für nicht gelungen: „Als Komiker überzeugt Paul Newman weniger, aber die beiden Brit-Generäle sind ganz lustig. Fazit: Kriegsposse mit albernen Fehlzündungen.“ Prisma: „Hier spielt Newman einen ähnlich aufbegehrenden Mann wie in Eine Handvoll Dreck. Doch leider wirken viele Manierismen reichlich übertrieben. So wird dieser Film nicht unbedingt zu Newmans Ehre gereichen.“ Roger Ebert von der Chicago Sun-Times hat das Gefühl, „der Film schämt sich für sich selber.“ Er findet den Film „enttäuschend langweilig.“ Der Evangelische Film-Beobachter gelangt zu einer ähnlichen Einschätzung: „Belangloser Unterhaltungsfilm in langatmiger Inszenierung.“ Nur die Variety gewinnt dem Film Positives ab. Für sie ist der Film eine „amüsante Kriegskomödie […], die für viele Lacher sorgt.“